# Червонодніпровка
Червонодніпро́вка — село в Україні, в Запорізькому районі Запорізької області. Входить до складу Біленьківської сільської громади. Населення становить 64 осіб. 

## Географія
Село Червонодніпровка знаходиться на правому березі Каховського водосховища (Дніпро), вище по течії на відстані 7 км розташоване село Біленьке, нижче за течією на відстані 5 км розташоване село Вищетарасівка Нікопольського району Дніпропетровської області.

## Історія
- 1922 рік — заснування як села Червона Забора.
- 1955 рік — перейменоване на село Червонодніпровка.
- 22 червня 2023 року рішенням Національної комісії зі стандартів державної мови віднесено до списку населених пунктів, які «можуть не відповідати лексичним нормам української мови», зокрема стосуватися «російської імперської чи колоніальної політики». Громаді рекомендовано обґрунтувати доцільність збереження поточної назви або запропонувати нову назву в установленому законодавством порядку.[2]

## Населення

### Мова
Розподіл населення за рідною мовою за даними перепису 2001 року:
| Мова       | Кількість | Відсоток |
| ---------- | --------- | -------- |
| українська | 57        | 89.06%   |
| російська  | 7         | 10.94%   |
| Усього     | 64        | 100%     |